# أولاد عياد (سيدي عابد)
أولاد عياد هي إحدى مشيخات المملكة المغربية، تتبع جغرافيا وإداريا لإقليم الجديدة و لجماعة سيدي عابد. يقدر عدد سكانها بـ 8686 نسمة حسب الإحصاء الرسمي للسكان والسكنى لسنة 2014.

## لائحةالدواوير
تتألف هذه المشيخة من الدواوير التالية: أولاد علال، العيور، أولاد رافع، المهانات، حنصالة، أولاد اليسيري، السهامنة، الخربة (الحياينة)، الكماكمة، الكوانين، أولاد الحاج الحسن، السقورة الغابة، السقورة - الحيرش، أولاد سيدي عدة، أولاد الشاوي، الكرودة، السراحنة، الرصاحلة، النكيوات، والعسارة.